# Уотерфронт (станция метро)
Уотерфронт (англ. Waterfront) — подземная станция Вашингтонгского метро на Зелёной линии. Она представлена одной островной платформой. Станция обслуживается Washington Metropolitan Area Transit Authority. Расположена в районе Саутуэст Уотерфронт на пересечении 4-й улицы и Эм-стрит, Юго-Восточный квадрант Вашингтона.
Пассажиропоток — 1.489 млн. (на 2011 год).
Станция была открыта 28 декабря 1991 года.
Изначально станция носила название Уотерфронт, в период 1997-2011 года — Уотерфронт — Эс-И-Ю. Название станции происходит от названия района Уотерфронт и Юго-восточного Университета в округе Колумбия (название которого у станции применяется в виде аббревиатуры Эс-И-Ю — англ. SEU). В 2011 году станция была переименована в первоначальное название из-за закрытия Юго-восточного Университета.
Открытие станции было совмещено с открытием ж/д линии длиной 4,63 км и ещё двух станций: Нэви-Ярд — Боллпак и Анакостия.